# Lizio
Lizio (bret. Lizioù) – miejscowość i gmina we Francji, w regionie Bretania, w departamencie Morbihan.
Według danych na rok 1990 gminę zamieszkiwało 747 osób, a gęstość zaludnienia wynosiła 44 osoby/km² (wśród 1269 gmin Bretanii Lizio plasuje się na 692. miejscu pod względem liczby ludności, natomiast pod względem powierzchni na miejscu 599.).